# گلوله‌باران نیوکاسل
گلوله باران نیوکاسل (انگلیسی: Shelling of Newcastle) توسط زیردریایی ژاپنی زیردریایی آی-۲۱ (۱۹۴۰) در ساعات اولیه ۸ ژوئن ۱۹۴۲ انجام شد. بمباران به دنبال حمله به بندر سیدنی در ۳۱ مه انجام شد و اندکی پس از آنکه زیردریایی آی-۲۴ (۱۹۳۹) حومه شرقی سیدنی را گلوله‌باران کرد.